# Brama Żabia
Brama Żabia (niem. Fischertor) – istniejąca w szczątkowej ruinie średniowieczna brama miejska, znajdująca się na Głównym Mieście w Gdańsku, w ciągu muru obronnego miasta. Początkowo była tylko furtą w murze.

## Historia
W 1343 roku rozpoczęła się budowa ceglanego muru obronnego Prawego (Głównego) Miasta. W swojej pierwotnej formie był to pojedynczy mur otoczony fosą, wzmocniony dodatkowo szesnastoma basztami obronnymi. Od południa umieszczono w murze trzy wejścia do miasta zabezpieczone furtami. Środkowa furta, znajdująca się na wylocie ulicy Słodowników w kierunku Żabiego Kruka, powstała prawdopodobnie krótko po 1343 roku. Początkowo była zwana z niemieckiego Poggenpolsches Doer, w dosłownym tłumaczeniu Ropusze Bajoro. Pierwszy raz w źródłach pisanych pojawiła się w 1357 roku.

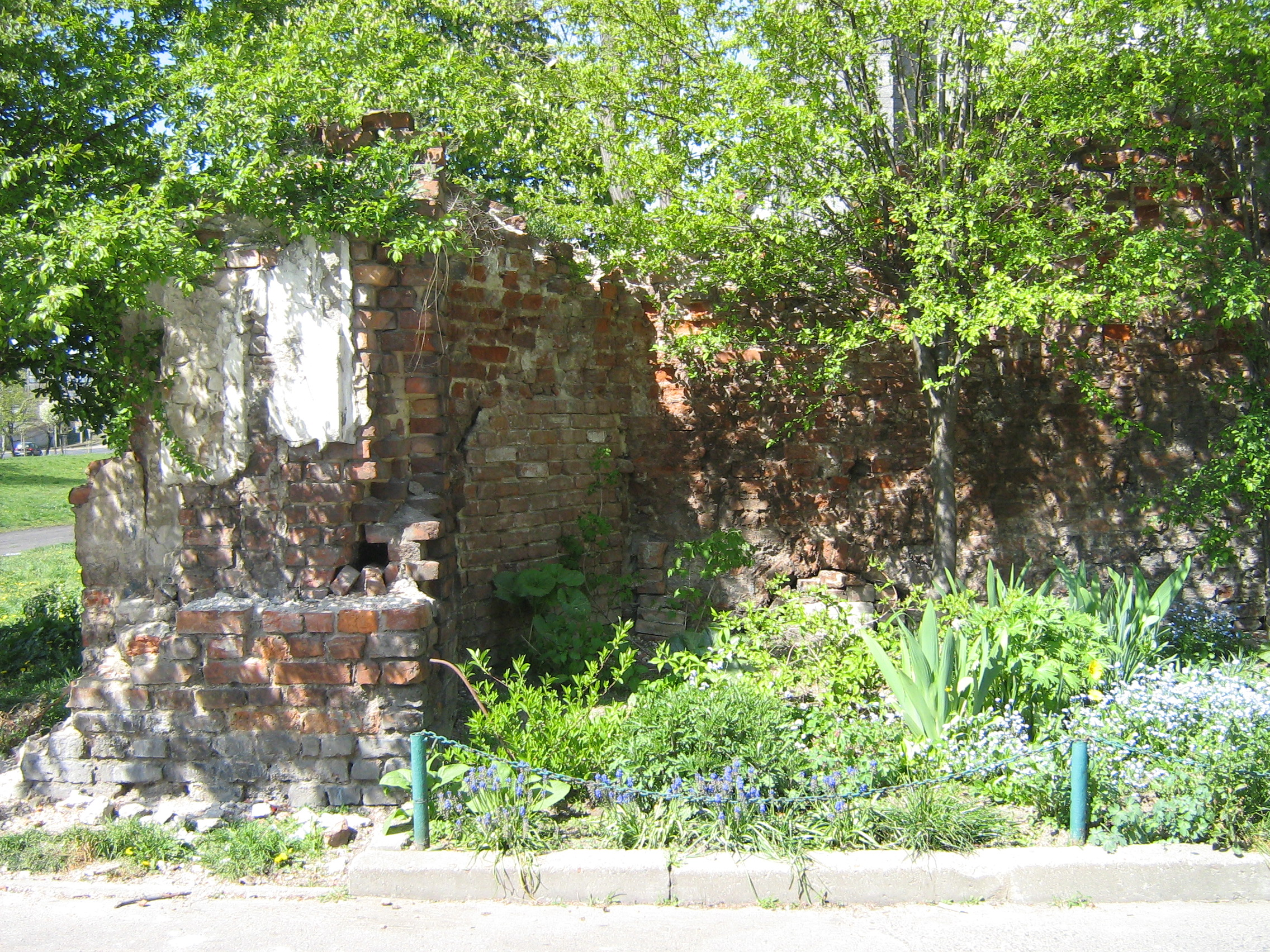
Widok od strony ulicy Słodowników

Około 1380 roku mieszkańcy Prawego Miasta zaczęli rozbudowywać swoje umocnienia. Prawdopodobnie wtedy furtę zastąpił masywny budynek bramny z przejazdem w przyziemiu. Wraz z bramami Na Zbytkach i Kotwiczników prowadziła z Głównego Miasta do Starego Przedmieścia.  
Podczas rozbudowy umocnień miasta w pierwszej połowie XV wieku, brama została również rozbudowana. Na zewnątrz istniejącego muru (tzw. muru wysokiego), od strony południowej miasto otrzymało drugi, zewnętrzny mur, tzw. mur niski. Brama Żabia zyskała przedbramię w linii muru niskiego. Zbudowano bramę przednią z dwiema dużymi basztami (jedna z każdej strony) wysuniętymi przed linię murów, połączone z bramą szyją.
Z upływem lat intensywne rozwinęła się osadnictwo i zabudowa obecnego Starego Przedmieścia. Teren ten stał się na tyle ważny, że zdecydowano się na otoczenie go murami obronnymi. Wzniesione pod koniec XV wieku i na pocz. XVI wieku fortyfikacje pozbawiły znaczenia obronnego tę część murów Głównego Miasta, które umiejscowione wówczas były w środku miasta. W rezultacie powiększenia miasta nie było potrzeby modernizacji ani dalszej rozbudowy Bramy Żabiej. Po utracie znaczenia militarnego, w XVI wieku została zaadaptowana na mieszkania. W niezmienionej formie przetrwała do pierwszej połowy XIX wieku.
W wyniku dalszego rozwoju miasta i wzrastającego ruchu ulicznego bramy stały się przeszkodami utrudniającymi szybką komunikację. Od początku XIX wieku rozpoczęły się ich rozbiórki, w tym również Bramy Żabiej. Została rozebrana i około 1828 roku ostatecznie zniknęła pod zabudową mieszkalną, która powstała na uzyskanym gruncie. Kamieniczki zbudowane na ruinach baszty zostały zniszczone podczas II wojny światowej w 1945 roku. Po ich rozbiórce odsłonił się zachowany w dolnych partiach fragment zachodniej baszty przedbramia.
Relikty Bramy Żabiej wpisane są do gminnej ewidencji zabytków.